# Matthew Lee (pianista)
Matthew Lee, pseudonimo di Matteo Orizi (Pesaro, 6 gennaio 1982), è un pianista e cantante italiano.

## Biografia
Compiuti 11 anni si iscrive al Conservatorio Gioachino Rossini di Pesaro e impara a suonare il piano, ma la musica classica non fa per lui. Si avvicina al Rock and roll grazie ai dischi del padre (soprattutto di Elvis Presley).
A 20 anni è ospite di Domenica In. Partecipa inoltre a Speciale per me di Renzo Arbore, sempre su RaiUno.
Nel 2003 ha vinto il Premio Calamo d'Oro per la musica moderna.
Nel 2005 si esibisce al Concerto di Capodanno davanti a 150.000 persone in Piazza Esedra a Roma. Matthew Lee viene invitato da Maurizio Dinelli e Beppe Carletti ad aprire i concerti dei Nomadi, che in seguito produrranno l'album di debutto Shake nel 2006, e da Red Ronnie, prima al Motor Show di Bologna, quindi al Roxy Bar. Si impone anche a livello internazionale con concerti sparsi per tutta Europa.
Suona il piano in modo eccentrico: con i piedi, con i gomiti, da sotto la tastiera o anche con le spalle voltate allo strumento.
Oltre ai classici del Rock and roll e a brani di sua composizione, rielabora alcuni brani storici della musica italiana come Nel blu dipinto di blu.
Nel 2014 pubblica il singolo È tempo d'altri tempi per Carosello Records, spiegando che il suo scopo è «far rivivere il suono un po' selvaggio del pianoforte rock 'n roll, un ritmo che ha fatto la storia della musica».
Nel 2015 pubblica la cover del brano di Edoardo Bennato L'isola che non c'è.
Il 31 luglio dello stesso anno vince la sezione giovani del Coca-Cola Summer Festival con la canzone È tempo d'altri tempi.

## Discografia

### Album
- 2006 - Shake
- 2015 - D'altri tempi
- 2018 - PianoMan
- 2020 - Rock'N'Love

#### Album dal vivo
- 2008 - LIVE on Stage